# 陈志华 (1929年)
陈志华（1929年9月2日—2022年1月20日），男，浙江宁波人，清华大学建筑学院教授，1987年当选为俄罗斯古建筑科学院外籍院士。 2010年获第二届中国建筑传媒奖杰出成就奖提名。

## 生平
1947年由浙江省立杭州高级中学考入清华大学社会系学习，1949年转入建筑系，师从梁思成等，1952年毕业后留校任教。早年主要从事外国建筑史研究，1989年后转入文物建筑保护及乡土建筑研究，取得丰硕成果。
2022年1月20日于北京去世。

## 著作
- 外国建筑
  - . 中国建筑工业出版社. 2010. ISBN 9787112061716.
  - . 河南科学技术出版社. 2001. ISBN 9787534924439.
  - . 安徽教育出版社. 2003. ISBN 9787533634476.
  - . 生活·读书·新知三联书店. 2002. ISBN 9787108016331.
  - . 山东画报出版社. 2006. ISBN 9787807133117.

- 乡土建筑（部分为合著）
  - . 生活·读书·新知三联书店. 1999. ISBN 9787108013026.
  - . 河北教育出版社. 2004. ISBN 9787543454507.
  - . 生活·读书·新知三联书店. 2003. ISBN 9787108017703.
  - . 中国建筑工业出版社. 2004. ISBN 9787112068104.
  - . 清华大学出版社. 2007. ISBN 9787302150213.
  - . 清华大学出版社. 2007. ISBN 9787302162018.
  - . 清华大学出版社. 2007. ISBN 9787302155263.
  - . 清华大学出版社. 2010. ISBN 9787302227007.
  - . 清华大学出版社. 2010. ISBN 9787302215547.
  - . 清华大学出版社. 2010. ISBN 9787302238386.
  - . 清华大学出版社. 2010. ISBN 9787302165163.
  - . 生活·读书·新知三联书店. 2006. ISBN 9787108024619.
  - . 生活·读书·新知三联书店. 2007. ISBN 9787108026958.
  - . 生活·读书·新知三联书店. 2007. ISBN 9787108026088.
  - . 生活·读书·新知三联书店. 2008. ISBN 9787108028198.
  - . 黄山书社. 2008. ISBN 9787807075103.

- 其它
  - . 江西教育出版社. 2008. ISBN 9787539250717.
  - . 河南科学技术出版社. 1999. ISBN 9787534923630.
  - . 江西教育出版社. 2009. ISBN 9787539251332.